# Анђелија Поликарпова
Анђелија Поликарпова (Београд, 1. март 1944) српски је филмолог, критичар, филмски аутор, преводилац.

## Биографија
По завршетку студија Филмологије на ВГИК-у (Свесавезни државни институт за кинематографију, Москва) ради у Институту за филм у Београду, где учествује у стварању првих годишњака југословенског филма, а од 1972. године прелази да ради на Факултет драмских уметности.
Магистарски рад "Документарност као естетски приступ у филмовима Душана макавејева 1958-1968." одбранила је на одсеку Филмологија на Факултету драмских уметности у Београду 1992. године.
Један је од уредника YU филм данас.

### Реферати на семинарима, симпозијума:
- Време у Вишњику А. П. Чехова "Темпоролошки семинар Московског универзитета, 2004. године
- Свест и време, Симпозијум "Свест као стваралачка снага Космоса", март 2011. године